# Morellia hirtitibia
Morellia hirtitibia är en tvåvingeart som beskrevs av Pamplona 1986. Morellia hirtitibia ingår i släktet Morellia och familjen husflugor. Inga underarter finns listade i Catalogue of Life.